# Julia Neigel
 (octobre 2007).
Julia Neigel, née le 19 avril 1966 à Barnaoul, dans le kraï de l'Altaï, en Union soviétique, est une musicienne et chanteuse, auteur et productrice allemande très populaire.

## Biographie
Julia Neigel, Russe allemande née en Sibérie, passa les années de sa vie après 1969 à Tiraspol en Moldavie. En 1971 elle s'établit à Ludwigshafen sur le Rhin. 
Sa voix s’étend sur quatre octaves et se compose de sons doux, particulièrement les plus bas, tout comme de puissantes hauteurs. Son évolution musicale comprend presque tous les genres de musique Pop et Rock, et elle est présente sur des albums Rock, Soul, Funk, Jazz, RNB et même certains qualifiés d’inspiration classique.
En 1982 elle fait sa première apparition avec le groupe Hopp’n Ex, duquel elle se sépara en 1986 pour devenir la chanteuse de The Stealers, qui deviendra par la suite Jule Neigel & Band. Durant sa jeunesse, elle joua en première division de Handball et anima en plus des émissions de radio. 
En 1987 sortit la chanson Schatten an der Wand qui deviendra un hit (12e en Allemagne). En 1988 naîtra l’album du même nom (Top 10), produit par Ralf Zang. Depuis 1987 elle travaille comme productrice, chanteuse et auteur et écrit des chansons pour Peter Maffay, avec qui elle est également apparue sur scène. Depuis, elle remporte de nombreux prix : comme meilleure chanteuse, meilleur auteur, meilleur album et bien d’autres. Elle travailla sur les albums de musiciens comme Simon Phillips, Paco de Lucía et Helmut Zerlett et se trouva aux côtés de Tina Turner, Eros Ramazzotti, Elton John, Rod Stewart, Joe Cocker et Sheryl Crow sur la scène de festivals. Elle a vendu plus de deux millions d’albums à ce jour et s’est également fait un nom en tant qu’auteur pour des collègues. 
À partir de 1998, après la sortie de six autres albums, suivit une pause de huit années. Durant cette période, elle et autres musiciens se sont mis d'accord dans un procès à OLG Karlsruhe sur les droits sur Schatten an der Wand. D'autres procès portant sur ses diverses chansons, sont encore en cours.
En 2006, elle poursuivit sa carrière avec l’album live intitulé Stimme mit Flügeln. 
Elle se décida finalement à utiliser le nom donné à sa naissance Julia Neigel comme nom d’artiste, alors qu’elle était connue jusqu’à présent sous celui de Jule Neigel. La raison de ce changement est sûrement les mauvais souvenirs des surnoms qu’elle a dû collectionner avec les membres de ses précédents groupes. Depuis donc un an, elle s’affiche en public sous le nom de Julia Neigel, et a pris des distances par rapport au nom de Jule Neigel (groupe). Elle a annoncé qu’elle laisserait également rectifier en ce sens, le nom de ses albums déjà publiés.
En 2003, elle était membre du jury de l’émission de casting de la ZDF Die deutsche Stimme 2003.
En 2019 elle intègre le groupe Silly.

## Discographie
Album
- Schatten an der Wand (1988)
- Wilde Welt (1990)
- Nur nach vorn (1992)
- Das Beste (1993)
- Herzlich Willkommen (1994)
- Sphinx (1996)
- Die besten Songs (1997)
- Remaster Schatten an der Wand (1997)
- Alles (1998)
- Stimme mit Flügeln (2006), Live-Album

## Récompenses
- 1988 GEMA Textpreis - Award for best Lyrics
- 1988 best singer "voting Musikfachblatt"
- 1988 best band   "voting Musik Express"
- 1989 best singer "voting Musikfachblatt"
- 1989 best singer "voting Music Express"
- 1989 Tigra Award
- 1990 best singer "voting Musikfachblatt"
- 1990 best band   "voting Musikfachblatt"
- 1990 best female singer "voting Music Express"
- 1991 best singer "voting Musikfachblatt"
- 1991 best female German singer "Rolling Stone"
- 1992 best German singer "voting Musikfachblatt"
- 1993 best female German singer "Rolling Stone"
- 1994 RSH Award best German artist
- 1994 Echo Nomination for best female singer and best German video
- 1994 best female German singer "voting Musikfachblatt", "voting Music Express", "Rolling Stone"
- 1994 Echo Nomination for best female German singer, best German video and best production
- 1995 Echo Nomination for best female German singer
- 1995 best female German singer "voting Music Express", "Rolling Stone"
- 1996 Echo Nomination for beste female singer
- 1996 Award for best production from German Phonakademie
- 1997 best female German singer "voting Musikfachblatt", "voting Music Express"
- 1996 best female German live Act "voting Musikfachblatt"
- 1997 bets female German singer "voting Music Express", "Rolling Stone"
- 1998 the artist award of Rhineland-Palatinate
- 1998 best female German singer, "Rolling Stone"